# Souris d'agneau

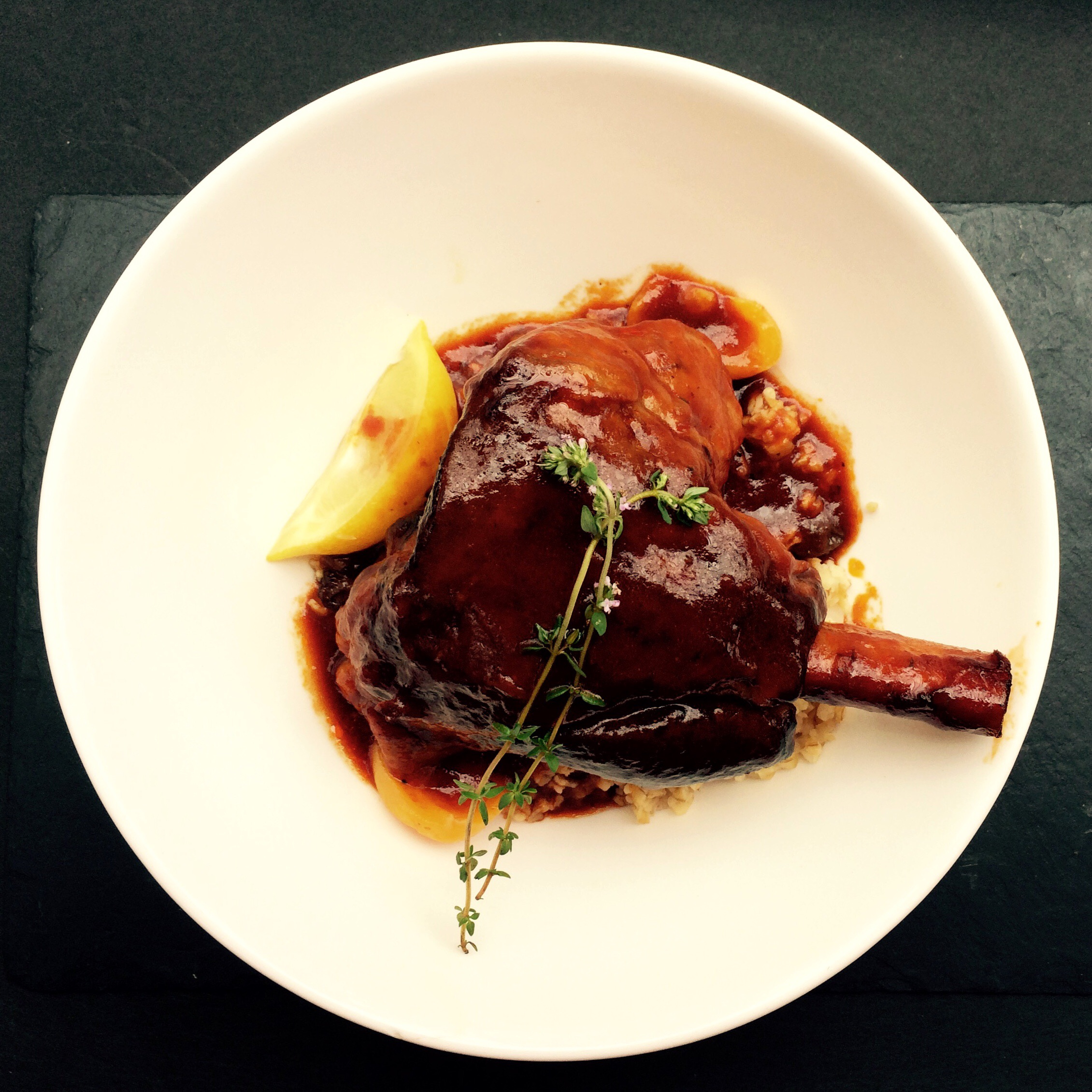
Souris d'agneau au citron.

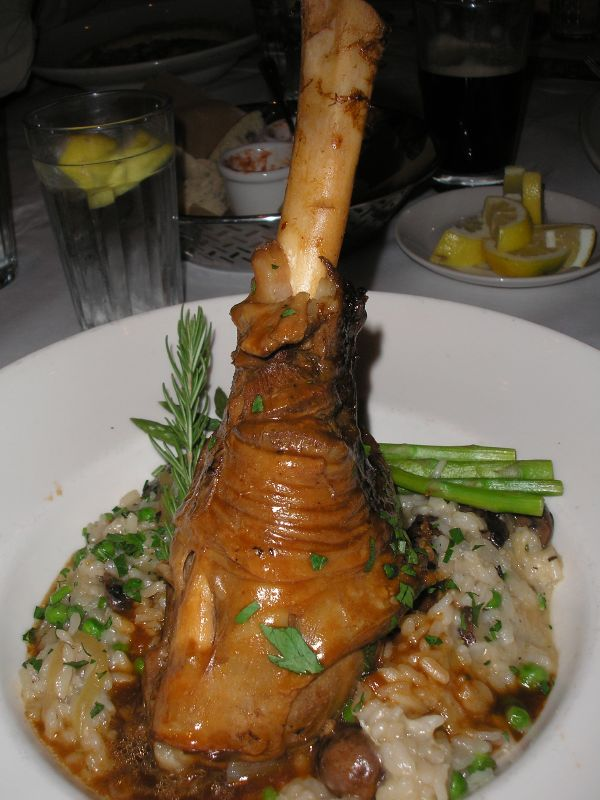
Souris d'agneau au romarin, au risotto et aux asperges.

La souris d'agneau est un morceau de viande constitué par le muscle qui entoure le tibia de la patte arrière de l'agneau, en bas de la cuisse (le gigot). La forme ovale de ce muscle explique la dénomination de « souris ». La chair en est moelleuse et se cuisine en sauce ou en rôti.

## Différents types de recettes
Ce mets peut être préparé de différentes façons. Les plus courantes sont : 
- Souris d'agneau au vin rouge et aux herbes
- Souris d’agneau et son tian provençal
- Souris d'agneau au romarin confite au miel
- Souris d'agneau au huitlacoche et son coulis de tequila
- Souris d'agneau confite au thym, romarin et miel
- Souris d’agneau aux champignons grisets du Ventoux
- Souris d'agneau, pommes de terre et oignons au four
- Souris d'agneau parfumée aux herbes de Provence
- Souris d'agneau aux courgettes et chutney de tomates
- Souris d'agneau confite en papillote à l'ail et thym
- Souris d'agneau caramélisée
- Souris d’agneau caramélisé au miel de lavande
- Souris d'agneau aux fèves vertes et pois chiche
- Souris d'agneau au four
- Souris d'agneau et légumes au four
- Souris d'agneau laquée au porto
- Souris d'agneau laqué au miel
- Souris d'agneau et risotto de petit épeautre
- Souris d’agneau à l'ail en chemise confit
- Souris d'agneau aux figues et aux amandes
- Souris d'agneau à la piperade
- Souris d'agneau à la gremolata
- Souris d’agneau confite et ses pommes de terre
- Souris d’agneau a la coriandre
- Souris d'agneau au grill
- Souris d'agneau au miel et citron confit
- Souris d'agneau et son couscous aux fruits secs
- Souris d'agneau confite, carottes et miel de romarin
- Souris d’agneau à la sauge
- Souris d’agneau au sirop d'érable
- Souris d'agneau au miel, romarin et orange
- Souris d'agneau au vin jaune et gratin
- Souris d’agneau confite aux légumes d’hiver et dattes
- Souris d'agneau aux haricots blancs
- Parmentier de souris d'agneau confite
- Tajine de souris d’agneau
- Tajine de souris d’agneau aux carottes confites